# 纪王崮墓群
纪王崮墓群，是位于山东省沂水县泉庄镇的一座古墓葬。是中华人民共和国全国重点文物保护单位之一。
2013年，列入第四批山东省文物保护单位，2019年10月，列入第八批全国重点文物保护单位。